# Oppidum von Bas-Vully

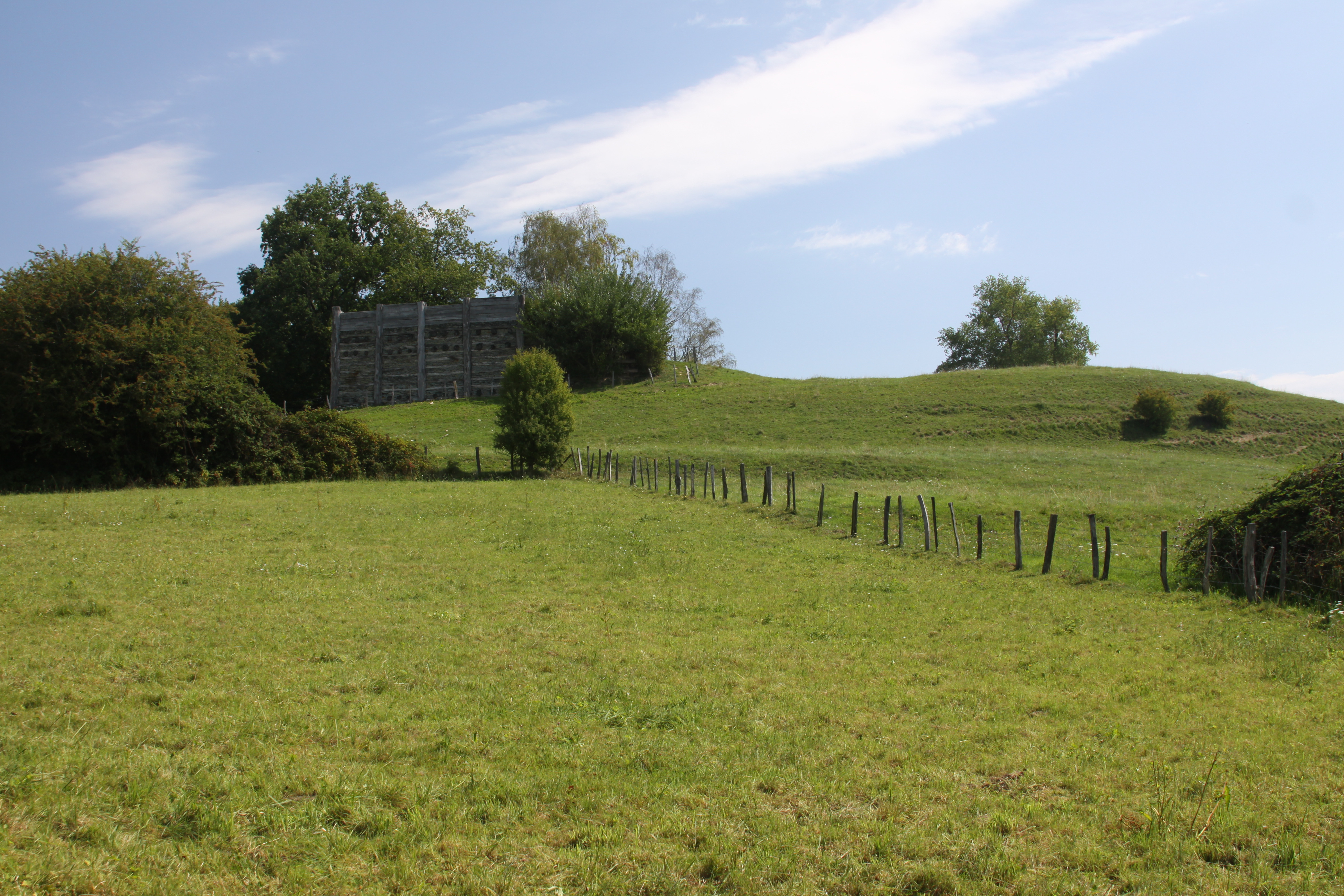
Oppidum von Bas-Vully

Das keltische Oppidum von Bas-Vully im Seebezirk des Kantons Freiburg in der Schweiz liegt auf dem Mont Vully (dt. Wistenlacherberg). Die von den Helvetiern erbaute Anlage wurde von der 2. Hälfte des 2. Jahrhunderts v. Chr. bis zur 1. Hälfte des 1. Jahrhunderts v. Chr. genutzt, also etwa 100 Jahre lang. Das Oppidum von Bas-Vully erstreckt sich über 50 Hektar, von denen nur etwa 200 m² durch Grabung erforscht wurden. 
Auf einem westlichen Sporn des Mont Vully steht eine Verschanzung, die aus zwei geraden Wällen besteht. Der Kern der Wälle bestand aus Erde, die aus dem talseitig ausgehobenen Graben stammt. Aussen war aus behauenen Steinen ein Trockenmauerwerk aufgeschichtet, in dem Eichenpfähle als Gerüst dienten. Die ursprüngliche Höhe der Mauer, die eine Variante des Murus Gallicus darstellt, wird auf fünf Meter geschätzt. 
Der andere Wall besass zwei Zangentore; die Grundmauern von zwei Türmen wurden ausgegraben. Neben einem war ein Trassee in den Molassefels gehauen worden. Abgesehen von einer Grube und einem Stück eines Hüttenbodens gibt es keine Anhaltspunkte zu seiner Innenaufteilung. 
Die niedergebrannte Anlage wurde wahrscheinlich im Zuge der versuchten Abwanderung der Helvetier von ihren Bewohnern im Jahre 58 v. Chr. gleichzeitig wie weitere Siedlungen in dieser Region aufgegeben. Nach der durch Gaius Iulius Caesar erzwungenen Rückkehr der Helvetier nach der Schlacht von Bibracte wurde anstelle des Oppidums auf dem Mont Vully in der Nähe von Avenches ein neues errichtet.
Die Südecke des Zangentors auf dem Wistenlacherberg wurde in natürlicher Grösse rekonstruiert.

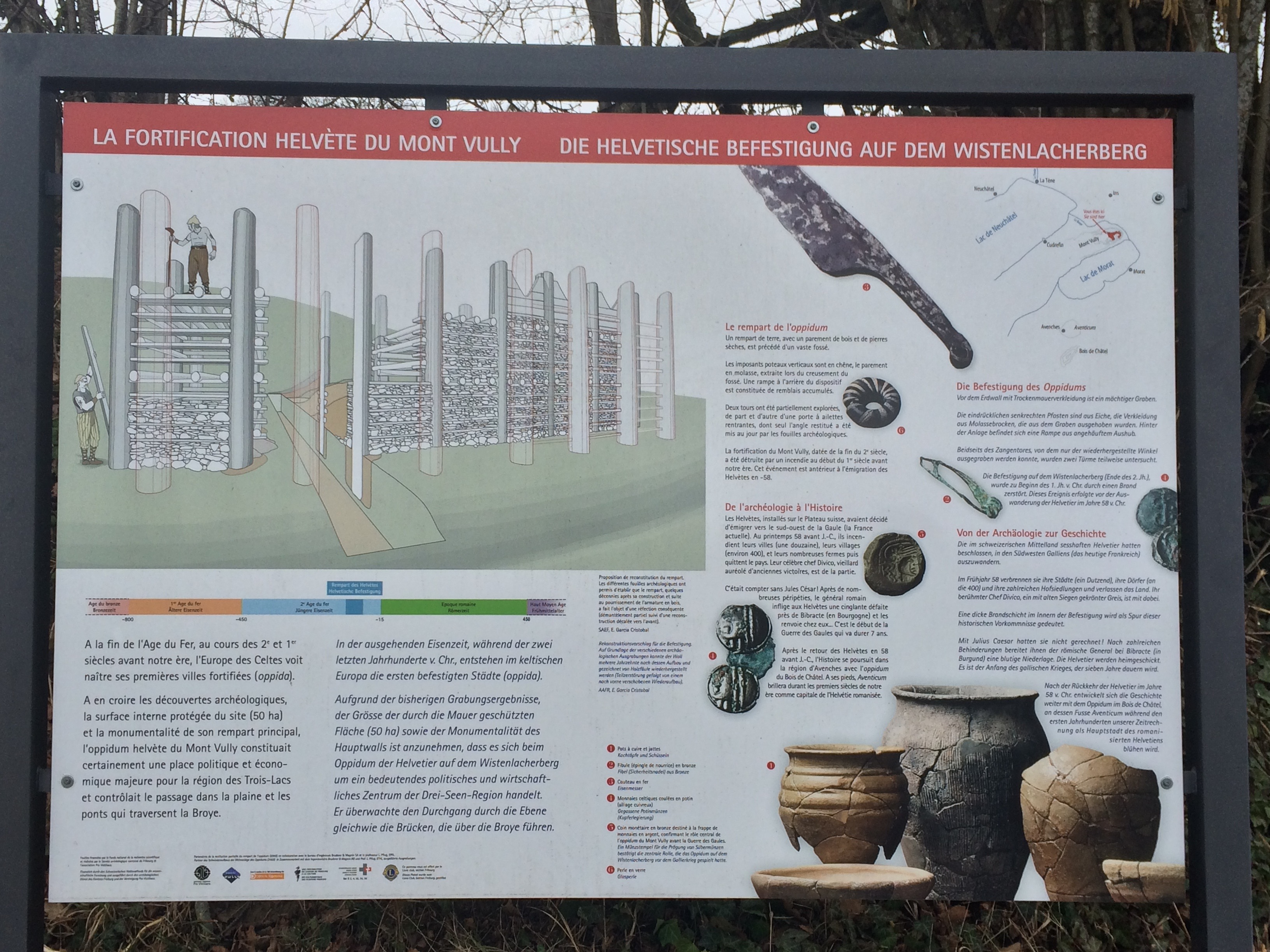
Infotafel
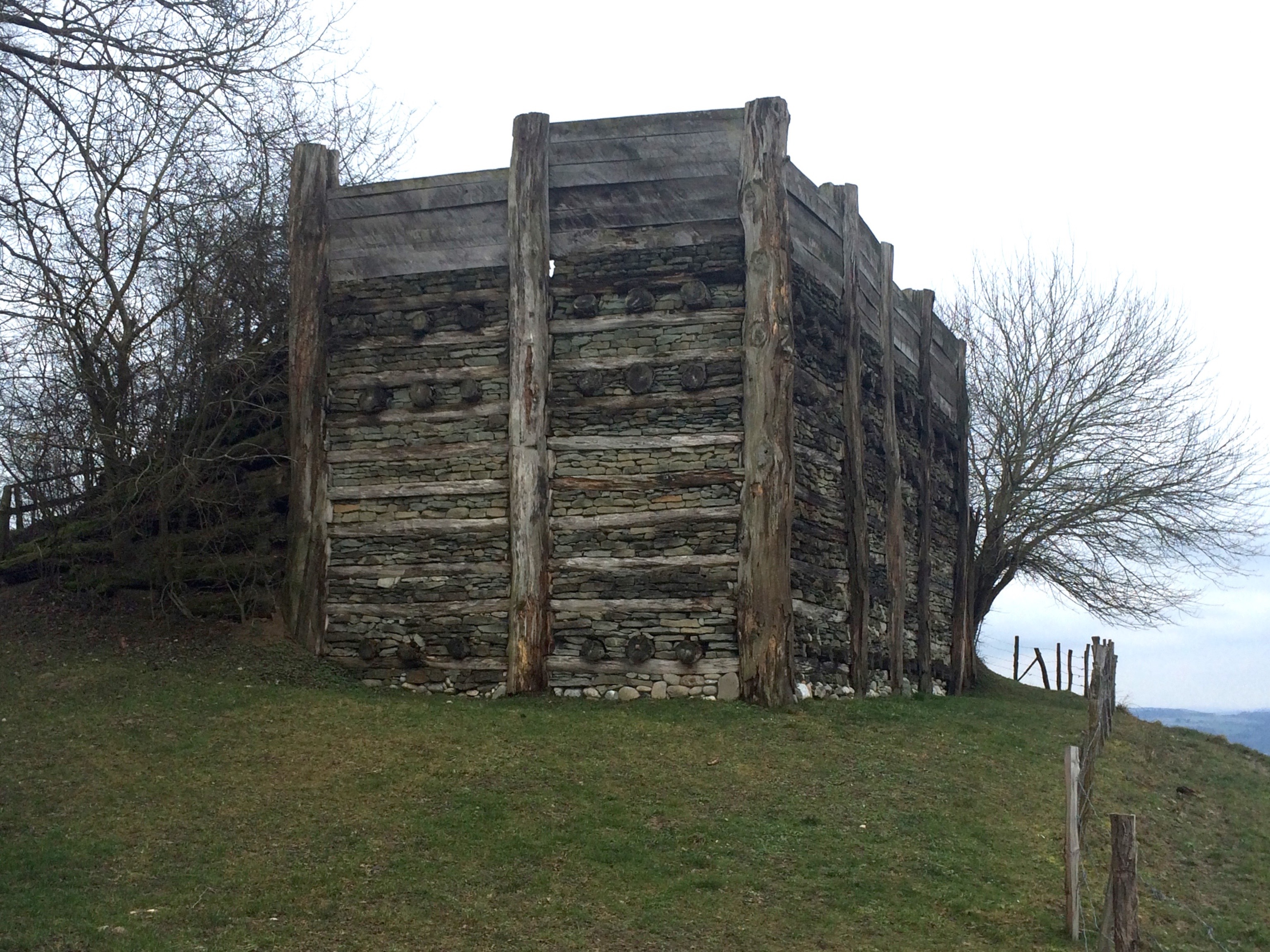
Rekonstruktion